# Детска Евровизия 2015
Детска Евровизия 2015 (на английски: Junior Eurovision Song Contest 2015) е 13-ото ежегодно издание на едноименния конкурс за малки изпълнители на възраст между 10 и 15 години.

## История
Провежда се на 21 ноември 2015 г. в зала „Арена Армеец“ в София, България, след като миналогодишната страна-победител Италия отказва да бъде домакин.
На детския конкурс през 2015 г. дебютират Ирландия и Австралия, която дебютира и на възрастния конкурс през същата година. В борбата след прекъсване се включват Албания и Северна Македония, докато Хърватия се отказва поради лошия си резултат в предходното издание, Кипър – поради финансови проблеми, а Швеция – поради структурни реформи в националната телевизия SVT.
Конкурсът е първото проведено в страната евровизионно събитие, организирано от Българската национална телевизия (БНТ).
Победител става малтийската представителка Дестини Чукуниере с песента „Not My Soul“ със 185 точки. Това е втора победа за Малта в детския конкурс (след 2013 г.). На второ място е Армения със 172 точки, на трето място е Словения със 112 точки, а на четвърто място е Беларус със 105 точки. Страната-домакин България е на 9-о място с 62 точки.

## Предистория и домакин
След победата на Италия на Детската Евровизия през 2014 г. Европейският съюз за радио и телевизия (ЕСРТ) дава право на RAI да организира конкурса през 2015 г. в Италия. По-късно се появяват и новини за затруднения от италианска страна, свързани с организирането на конкурса, свързани най-вече с невъзможността на детския канал RAI Glup да организира събитие от подобен мащаб и нежеланието конкурсът да бъде излъчван по тясно специализиран за деца канал. На 15 януари 2015 г. телеканалът отказва да приеме конкурса по финансови причини. В същия ден ЕСРТ получава заявки за провеждане на конкурса от България, страната, заела второ място в конкурса с песента на Крисия Тодорова, Хасан и Ибрахим, и Малта, останала четвърта в конкурса и миналогодишен домакин.

## Място на провеждане

### Град
София е столицата и най-големият град на България, третият на Балканския полуостров (след Атина и Букурещ) и петнадесетият в Европейския съюз. Това е и една от най-древните столици в Европа, съществуваща от тракийско време. Градът е и основен административен, индустриален, транспортен, културен и университетски център на страната. В София се намират много университети, театри, кина, галерии, археологически, исторически, природонаучни и други музеи. На много места в центъра на града са запазени видими археологически паметници от римско време.

### Зала
На 17 февруари 2015 г. в София пристига изпълнителният директор на Детската Евровизия Владислав Яковлев и разглежда залите, които могат да приемат конкурса – зала 1 на НДК и зала „Арена Армеец“. По-късно е обявено, че за място на провеждане на конкурса е избрана последната.
Многофункционалната зала „Арена Армеец“ е зввършена през 2011 г. и струва около 49 млн. евро. Залата има капацитет от 12 500 седящи места, 3500 от които са на подвижни трибуни, които могат да се слагат или махат в зависимост от нуждите, а при концерти капацитетът залата може да достигне до 15 000 или дори 18 000 места. „Арена Армеец“ има два пресцентъра, в които могат да работят 150 журналисти. Освен това разполага с тренировъчна зала, фитнес център и ресторант.
„Арена Армеец“ е най-голямата зала, в която някога се е провеждал детският конкурс, след като под внимание не са взети русенската „Арена Монбат“ и Двореца на културата и спорта във Варна, сходни по капацитет с предходни зали домакинствали детския конкурс.

## Организация

### Слоган и лого
Генералният директор на Българската национална телевизия Вяра Анкова обявява на пресконференция на 31 март 2015 г., че телевизията желае да събере различни идеи, но това няма да е възможно поради краткото време на разположение. Допълнено е, че над изработването на логото ще участва ръководна група на Европейския съюз за радио и телевизия (ЕСРТ) и компании и професионалисти в сферата на рекламата и дизайна. Допълнено е още, че телевизията ще търси уникален облик на конкурса, съчетан с образа на България като атрактивна туристическа дестинация. БНТ получава и специално разрешение под логото на конкурса да стои името на страната-домакин, вместо града, в който се провежда, каквато е традицията на конкурса.
На пресконференция на 22 май 2015 г. във Виена, Австрия е представен слоганът на конкурса – „#Discover“. Причината за избора се корени в енергията на посланието за откриването на нови мелодии, опознаване на нови хора, създаване на връзки между тях, към което детската „Евровизия“ се стреми. На 23 юни 2015 г. в града-домакин София е представено и логото на конкурса след среща на ръководната група от ЕСРТ. Логото е вдъхновено от красотата на българската природа и от мечтите на младите хора за бъдещето. То е в съзвучие с посланието на детската „Евровизия“ от София – „откривай“. 
| „                                      | Логото е умело съчетание на традициите и технологичните новости. Светът се разширява с нови възможности. Опитът на всеки човек води както към вътрешно себепознание, така и към бъдещето, което трябва да бъде открито. Надявам се, че ще успеем да провокираме у младите този стремеж. Именно младото поколение е бъдещето. | “ |
| Вяра Анкова, генерален директор на БНТ | |   |

### Химн
Официалният химн на детската „Евровизия 2015“ е песента „Discover“, изпълнена от Крисия Тодорова в хор с участниците в това издание на конкурса. Автори на музиката на „Discover“ са Евгени Димитров-Маестрото, Васил Иванов-Декстър и режисьора на шоуто на детската „Евровизия“ Гордън Бонело. Текстът е дело на Мат Мушу – автор и на миналогодишния химн „Together“. Премиерата на песента става на 26 септември 2015 г. на концерта „Discover“ в София, организиран от БНТ, месец по-късно е представен и клипът.

### Реклама и свързани с конкурса събития
На 10 юли 2015 г. БНТ прави среща с рекламодатели и големи компании от България, за да представи възможностите за сътрудничество при организирането на конкурса. Официален превозвач става българската авиокомпания България Ер.
В подпомагане на предстоящия конкурс Летище София организира изложба в Терминал 2 с подкрепата на талантливи деца от сдружение „Духовно огледало“, която действа от края на юли до ноември месец, когато е и конкурсът. БНТ започва и инициативата „Открий България“ – концерти и забавни програми в няколко български града, в които вземат участие и звезди от българския шоубизнес.

### Визитки на страните
Т.нар. визитни картички на страните включват известни български културни, архитектурни, исторически и природни паметници. В сценария на всяка визитка са включени кадри от всеки обект, а в края всеки изпълнител си прави селфи, акцентирайки по този начин на съответната забележителност. БНТ избира тринадесет български града, всеки от които притежава уникална даденост, донесла на България световна слава. Художници и талантливи деца от всеки град биват поканени да нарисуват някои от най-красивите места на своя край, след което бива избрана по една рисунка, която да бъде изложена на специална изложба, насрочена за провеждане в рамките на седмицата на „Евровизия“ през ноември. Известният български художник Иван Яхнаджиев движи проекта; разработени са 13 фрески, украсени с логото на детската „Евровизия 2015“. Той нарисува самостоятелно и необикновена картина на знаменития храм „Александър Невски“. Броят на градовете също не е случаен – България е тринадесетият домакин на детската „Евровизия“. Кадрите се заснемат до края на август 2015 г.
Избраните градове са Белоградчик, Благоевград, Варна, Бургас, Велико Търново, Габрово, Казанлък, Ловеч, Пловдив, Русе, София, Стара Загора и Шумен.

### Творческа реализация
БНТ обявява, че ще се възползва от външна помощ при реализацията на продукцията. Консенсус е постигнат и за творческия директор, който ще бъде от чужбина, но ще бъде обявен след уточняване на последните детайли по въпроса. Различните части от програмата са реализирани от различни продуцентски екипи. На 30 април 2015 г. е обявено, че творческият директор е Джон Макгънли, работил и по детския конкурс в Малта през 2014 г. Групата, която взима всички решения, свързани с конкурса, е съставена от представители на 6 от участващите страни – руската телевизия RTR, нидерландската AVROTROS, беларуската BTRC, шведската SVT, украинската NTU и домакините от предната година – малтийската телевизия PBS.
На 22 май 2015 г. във Виена, Австрия, където е представен и слоганът, организаторите излъчват и кратък видеоклип, който представя домакините на конкурса. Трейлърът набляга на красотите на България и представя града-домакин София и мястото на провеждане – „Арена Армеец“.

### Сцена
Макет на сцената е представен за първи път на 9 октомври 2015 г. Тя включва в себе си логотипа на конкурса – глухарче, зад нея има 3 полукръгли LED екрани, а отделно има в залата има и два големи екрана, на които показват ставащото на сцената. т.нар. „зелена стая“ (на английски: green room), където седят участниците след изпълненията си, се намира от двете страни на сцената.

### Водещ
На 14 октомври 2015 г. стават известни имената на вероятните водещи на конкурса. На 21 октомври 2015 г. е обявено, че конкурсът ще бъде воден именно от българската поп певица и представител на „Евровизия 2011“ и „Евровизия 2016“ Поли Генова. Церемонията по откриване е водена от Йоана Драгнева.

### Откриване и интервал-акт
Много преди да стане ясна окончателната визия на шоуто, БНТ обявява, че Винченцо Кантиело, миналогодишния победител в конкурса, е получил покана за участие в шоуто, която той приема, но става известно и че в конкурсната вечер участие ще вземат и Крисия, Хасан и Ибрахим.
Тържествената церемония по откриване и жребия на поредните номера е трябвало да се състои на 15 ноември 2015 г. в Националния дворец на културата. Заради терористичните атаки в Париж откриването е преместено на 17 ноември 2015 г., но тегленето на жребия остава.
Водещ на церемонията е певицата Йоана Драгнева, представила България на Евровизия 2008. В нея вземат участие и Максим Моравски (16-годишен шампион на България по бийтбокс), ученици на Националната школа по танцови изкуства, а „Бон-бон“ заедно с Поли Генова и Крисия изпълняват химна на конкурса – „Discover“.
Конкурсната вечер на 21 ноември 2015 г. открива Крисия с изпълнение на „Discover“. Интервал-актът включва изпълнение на „Планетата на децата“, както и на миналогодишната песен победител – „Tu primo grande amore“ на Винченцо Кантиело.

### Финансиране
Детската „Евровизия“ е подкрепена с финансиране от държавата и община София, като в разгара на приготовленията се очаква и помощ от други институции. Разчита се и на интерес от страна на рекламодателите и бизнеса, тъй като проектът предлага широк кръг възможности за тях. Телевизията не се ангажира с конкретни цифри, но се смята, че бюджетът на конкурса ще е от порядъка на 2 – 4 милиона лева, имайки предвид реализирането на другите конкурси. На 17 юни 2015 г. правителството отпуска бюджет от 3 милиона български лева за организирането на конкурса от страна на БНТ.

### Българският представител
Преди първата официална информация от националната телевизия е обявено, че ще се доуточни с продуцентска къща „Седем-осми“ какъв ще бъде форматът, чрез който ще се избере българският представител, като разгледаните варианти са два – отворен конкурс или вътрешна селекция по подобие на участието на Крисия през 2014 г.
На 3 юли 2015 г. е обявено, че „Седем-осми“ ще си сътрудничи с Българската национална телевизия (БНТ) и bTV, за да бъде избран представителят на България на конкурса. Подборът на кандидатите се осъществява между 3 юли и 23 юли 2015 г.
Окончателно националната селекция на България стартира на 17 август 2015 г. в ефира на „Шоуто на Слави“, като телевизията излъчва първо предварителните кастинги, след което 24 избрани деца се състезават в четири полуфинала, където защитават таланта си пред тричленна комисия (в състав Слави Трифонов, Евгени Димитров и Орлин Павлов, музикант и участник на Евровизия 2005 от България). На 29 август са обявени и водещите на полуфиналите и финалите на националната селекция – журналистката и водеща на предаването „Култ“ Петя Дикова и певецът Борис Солтарийски. Полуфиналите се провеждат и излъчват в периода от 31 август до 3 септември 2015 г., а във всеки от тях има по шестима изпълнители, като за големия финал на 8 септември 2015 г. се класират трима. Там участниците трябва да изпълнят с акомпанимент на Ку-Ку бенд поп песен в рамките на 3 минути. 12-те участници за финала на националната селекция се определят от журито и зрителите, като първите определят осем, а зрителите – другите четирима.
| „                                                                                     | След успеха в Малта на Крисия, Хасан и Ибрахим миналата година, участието на България в Детска Евровизия 2015 е особено важно за страната ни. Дори бих нарекъл това общобългарска кауза, около която всички ние трябва да се обединим. В крайна сметка не е важно кой организира конкурса, а да се избере кандидат, с когото всички българи да се гордеем. | “ |
| Евгени Димитров-Маестрото, композитор на българската песен на Детската Евровизия 2014 | |   |

На 8 септември 2015 г., когато се провежда финалът на националната селекция, певицата Габриела Йорданова изпълнява българската песен „Осъдени души“ и получава 11 от възможни 12 точки както от зрителския, така и от вота на журито. Така вече става известен официалният български представител на изданието на конкурса в София.

## Участници
| №  | Страна             | Език                    | Изпълнител/и                           | Песен                 | Превод                | Точки | Място |
| -- | ------------------ | ----------------------- | -------------------------------------- | --------------------- | --------------------- | ----- | ----- |
| 01 | Сърбия             | сръбски                 | Лена Стаменкович                       | „Ленина песма“        | „Песента на Лена“     | 79    | 7     |
| 02 | Грузия             | грузински               | „Дъ Вайръс“                            | „Gabede“ (გაბედე)     | „Осмели се“           | 51    | 10    |
| 03 | Словения           | английски, словенски    | Лина Кудозович                         | „Prva ljubezen“       | „Първа любов“         | 112   | 3     |
| 04 | Италия             | английски, италиански   | Киара и Мартина Скарпари               | „Viva“                | „Живей“               | 34    | 16    |
| 05 | Нидерландия        | английски, нидерландски | Шалиса                                 | „Million Lights“      | „Милион светлини“     | 35    | 15    |
| 06 | Австралия          | английски               | Бела Пейдж                             | „My Girls“            | „Моите момичета“      | 64    | 8     |
| 07 | Ирландия           | ирландски, латински     | Ейми Банкс                             | „Réalta na Mara“      | „Звездата на морето“  | 36    | 12    |
| 08 | Русия              | английски, руски        | Михаил Смирнов                         | „Мечта“               | —                     | 80    | 6     |
| 09 | Северна Македония  | английски, македонски   | Ивана Петковска и Магдалена Алексовска | „Плетенка“            | „Плитка“              | 26    | 17    |
| 10 | Беларус            | английски, руски        | Руслан Асланов                         | „Волшебство“          | „Вълшебство“          | 105   | 4     |
| 11 | Армения            | английски, арменски     | Михаел Варосян                         | „Love“                | „Любов“               | 176   | 2     |
| 12 | Украйна            | английски, украински    | Анна Тринчер                           | „Почни з себе“        | „Започни със себе си“ | 38    | 11    |
| 13 | България (домакин) | български               | Габриела Йорданова и Иван Стоянов      | „Цветът на надеждата“ | —                     | 62    | 9     |
| 14 | Сан Марино         | английски, италиански   | Камила Исмаилова                       | „Mirror“              | „Огледало“            | 36    | 14    |
| 15 | Малта              | английски               | Дестини Чукуниере                      | „Not My Soul“         | „Не душата ми“        | 185   | 1     |
| 16 | Албания            | албански1               | Мишела Рапо                            | „Dambaje“             | —                     | 93    | 5     |
| 17 | Черна гора         | черногорски             | Яна Миркович                           | „Олуја“               | „Буря“                | 36    | 13    |

1.↑Съдържа няколко фрази на турски, италиански, немски, френски, сръбски и изкуствен език.

## 12 точки
Държави, получили 12 точки:
| Брой | Получаваща страна | Гласуваща страна                                                                 |
| ---- | ----------------- | -------------------------------------------------------------------------------- |
| 8    | Малта             | Детско жури, Австралия, Албания, Армения, България, Сан Марино, Сърбия, Словения |
| 4    | Армения           | Беларус, Грузия, Нидерландия, Русия                                              |
| 2    | Сърбия            | Северна Македония, Черна гора                                                    |
| 1    | Албания           | Италия                                                                           |
| 1    | България          | Ирландия                                                                         |
| 1    | Италия            | Малта                                                                            |
| 1    | Сан Марино        | Украйна                                                                          |

## Участници
Краен срок за заявяване участие в конкурса от обществените телевизии в Европа бе 28 август 2015 г.

### Обявления

#### Дебют
- Ирландия обявява, че възнамерява да дебютира на песенния конкурс през 2015 г. Селекцията на националния отбор е бъде възложена на телевизия TG4, която е известна с излъчването на програми основно на ирландски език, говорен от около 30% от населението на острова.
- Австралия – на 7 октомври 2015 г. Европейският съюз за радио и телевизия (ЕСРТ) публикува списъка с участващи страни, където е спомената и Австралия.

#### Несъстоял се дебют
- Германия – ZDF е наблюдател на 12-ото издание на конкурса. Изпълнителният директор на Детската Евровизия Владислав Яковлев споделя, че се надява Германия да дебютира през 2015 г.[24] На 8 януари 2015 г. NDR, друг немски оператор, разкрива пред ESC+Plus, че страната няма да дебютира в тяхно лице; участието на Германия остава в ръцете на ZDF. В същото време NDR обявява, че окончателно решение още няма и дебютът на страната на Детската Евровизия ще подлежи на допълнително обсъждане.[25]
- Унгария – на сайта ESC+Plus се съобщава, че унгарския оператор MTVA планира да дебютира на конкурса през 2015 година. През август 2014 г. представители на телевизията посещават Беларус, за да съберат опит в организирането на национална селекция за конкурса. По-късно с такава цел те посещават и Нидерландия.[26]
- Финландия – YLE Fem, шведскоезичният телевизионен оператор обявиха за „Junior Eurosong 4 Ever“, че няма да вземе участие в България.

#### Завръщане
- Албания – На 13 март 2015 г. албанската национална телевизия потвърждава, че Албания ще се върне на конкурса през 2015 г.
- Северна Македония – на 24 юли 2015 г. Македонско радио и телевизия (МРТ) обявява, че страната ще се завърне на конкурса в София след бойкота през 2014 година.

#### Несъстояло се завръщане
- Испания – Въпреки че TVE изключват връщане в близките няколко години по етични причини, през 2014 г. провеждат преговори с частни телеканали, които могат да организират връщането на Испания на конкурса, но на 28 септември е обявено, че решението за бравата на частните канали не е прието навреме. Затова връщането на страната на конкурса, във връзка и с големия интерес на испанците и частните канали Astremedia и Mediaser Espana, е възможно през 2015 г.[27] На 5 юни 2015 г. ESC+ обявява, че Испания е готова да се завърне на Детската Евровизия през тази година.[28]
- Норвегия – На 23 ноември 2014 г. норвежката национална телевизия NRK изявява желание да участва на конкурса през 2015 г.
- Гърция – на 11 юни 2015 г. гръцката телевизия обявява, че има желание да се завърне в Детската Евровизия.[29][30]

#### Отказ
- Хърватия – страната се оттегля от конкурса заради нисък резултат в последното издание (хърватската представителка Josie остава на последно място през 2014 г.).
- Кипър – кипърската национална телевизия обявява, че страната ще се оттегли от конкурса през 2015 г.